# Принцеса спецій
Принцеса спецій (англ. The Mistress of Spices) — романтичний драматичний фільм 2005 року режисера Пола Маєди Берджеса. Спільне виробництво кінокомпанії США, Великої Британії та Індії. Знятий на основі однойменного роману індійської письменниці Чітри Банерджі Дівакаруні. Головні ролі у фільмі виконали індійська акторка Айшварія Рай та американський актор Ділан Макдермотт.

## Сюжет
Тіло — емігрантка з Індії, власниця магазину спецій, що володіє даром передбачення. Вона носить титул Принцеси Спецій. Спеції, які вона продає своїм покупцям, допомагають їм задовольнити певні потреби і бажання.
В юності Тіло була обрана Першої Матір'ю як одна з декількох Принцес Спеції Перша Мати попереджала дівчат про деякі правила, яких вони повинні дотримуватись. Порушення правил обернеться для дівчат важкими наслідками. Вони не можуть залишати свої магазини, торкатися людей і використовувати міць спецій для досягнення своїх цілей.
Магазин Тіло, «Базар спецій», розташувався на околиці Сан-Франциско. Клієнти у Тіло різні: таксист Гарун, дід і його американська онука Гіта, сором'язливий Квесі і Джагджит, підліток, який намагається влитися в життя школи.
Життя Тіло змінюється в один прекрасний день, коли молодий архітектор на ім'я Даг падає з мотоцикла поруч з її магазином. Тіло прагне вилікувати його травми, намагаючись ігнорувати романтичний потяг. Один дотик змушує Дага і Тіло закохатися одне в одного.
Але спеції починають злитися і ревнувати, і псують життя не тільки самій Тіло, а й її клієнтам. Гарун потрапляє в аварію, сімейний стан Гіти погіршується, Джагджит опиняється в поганій компанії, а подруга Квесі кидає його. Даг зустрічається з Тіло вночі і сумно розповідає їй, що його мати, уроджена американка за походженням, померла.
Тіло визнає, що джерелом цих бід є порушені нею правила. Перша Мати приходить до неї у видінні і лає її за зраду спеціям з Дагом. Тіло клянеться, що повернеться до Індії, і вивішує повідомлення про закриття магазину. Вона йде на все, щоб допомогти своїм клієнтам востаннє і просить спеції подарувати їй одну ніч з Дагом, а опісля вона буде належати тільки їм. Вона проводить з Дагом ніч, а згодом йде, залишивши записку з поясненням. У магазині Тіло здійснює обряд в знак вічної приналежності спеціям.
Даг приходить в магазин, але знаходить його спустошеним. Тіло ще жива і майже без свідомості. Перша Мати являється Тіло і каже їй, що, оскільки вона продемонструвала свою готовність відмовитися від усього заради спецій, тепер вона може мати все, що сама забажає, і спеції ніколи не залишать її. Даг погоджується допомогти їй відновити магазин, і вони щасливо возз'єднуються.

## У ролях
| Актор                    | Роль         |
| ------------------------ | ------------ |
| Айшварія Рай             | Тіло         |
| Ділан Макдермотт         | Даг          |
| Аеша Дгаркер             | Гаміда       |
| Нітін Ганатра            | Гарун        |
| Сонні Джілл Дюлей        | Джагджит     |
| Падма Лакшмі             | Гіта         |
| Анупам Кгер              | дідусь Гіти  |
| Адевале Акінуойє-Агбадже | Квесі        |
| Тобі Марлоу              | Даг в юності |
| Керолайн Чікезі          | Міїша        |
| Зогра Сеггал             | Перша Мати   |